# Virestadsjön
Virestadsjön kan avse någon av de båda varandra näraliggande sjöarna:
- Norra Virestadsjön, insjö i Älmhults kommun, Sverige, 56°37′28″N 14°18′34″Ö / 56.6245°N 14.3095°Ö (2,77 km²)
- Södra Virestadsjön, insjö i Älmhults kommun, Sverige, 56°35′41″N 14°18′51″Ö / 56.5948°N 14.3141°Ö (3,6 km²)